# 12 novembre 1993
Le vendredi 12 novembre 1993 est le 316e jour de l'année 1993.

## Naissances
- Alina Yakimkina (morte le 21 février 2015), biathlète russe
- Bernardo Gomes, joueur de water-polo brésilien
- Erika Costell, youtubeuse, mannequin et chanteuse américaine
- Hamza Akbar, joueur de snooker pakistanais
- James Wilby, nageur britannique
- Luguelín Santos, athlète dominicain
- Tomáš Hertl, joueur de hockey sur glace tchèque

## Décès
- Anna Sten (née le 3 décembre 1908), actrice soviétique et américaine d'origine ukrainienne
- Bill Dickey (né le 5 juin 1907), joueur de base-ball américain
- Dria Paola (née le 21 novembre 1909), actrice italienne
- H. R. Haldeman (né le 27 octobre 1926), homme d'affaires et conseiller politique américain
- Jean-Paul Audet (né le 7 décembre 1918), philosophe canadien
- Jill Tweedie (née le 22 mai 1936), journaliste chroniqueuse, écrivain et féministe britannique
- Alfred Ringwood (né le 19 avril 1930), géophysicien et géochimiste australien

## Événements
- Premier événement d'arts martiaux mixtes : UFC 1
- Découverte de l'astéroïde (10835) Fröbel
- Début du Championnat d'Asie de basket-ball 1993
- Début des championnats de France de patinage artistique 1994
- Sortie du jeu vidéo Dark Wizard
- Sortie du jeu vidéo Equinox
- Sortie de l'épisode Espace de la série télévisée X-Files
- Sortie du film américain Les Trois Mousquetaires
- Résolution 884 du Conseil de sécurité des Nations unies